# Route nationale 103
Die N103 war eine französische Nationalstraße, die 1824 zwischen der N86 nördlich von La Voulte-sur-Rhône und der N88 östlich von Le Puy-en-Velay festgelegt wurde. Sie geht auf die Route impériale 123 zurück. Ihre Länge betrug 94 Kilometer. 1863 wurde sie auf eine neue Route zwischen Saint-Laurent-du-Pape und Retournac verlegt. Die Länge betrug 125 Kilometer. 1933 erfolgte durch die Übernahme der N88bis eine Verlängerung bis Le Puy-en-Velay und die Länge stieg auf 158,5 Kilometer. Das Stück über die Loirebrücke bis nach Retournac hinein wurde zur N103A. 1973 wurde die N103 komplett abgestuft. 1978 erfolgte die Umnummerierung der N52bis zwischen Briey und Jarny in N103. Diese Trasse ist seit 2006 die D613.